# Morpholeria
Morpholeria is een geslacht van insecten uit de familie van de afvalvliegen (Heleomyzidae), die tot de orde tweevleugeligen (Diptera) behoort.

## Soorten
- M. dudai (Czerny, 1924)
- M. innotata (Czerny, 1933)
- M. kerteszii Czerny, 1924
- M. limbinervis (Czerny, 1909)
- M. marmotae Gorodkov, 1964
- M. obscuriventris (Zetterstedt, 1847)
- M. ruficornis (Meigen, 1830)
- M. tibialis (Zetterstedt, 1838)
- M. tristis (Loew, 1862)
- M. variabilis (Loew, 1862)